# Rubén Rada en colores
Rubén Rada en colores es el primer álbum recopilatorio de Rubén Rada editado en Argentina. Fue publicado en 1998 por EMI.

## Contenido
El álbum incluye canciones de los discos Adar Nebur (1984) y La yapla mata (1985) y trae, como tema extra, un nuevo remix de "Mandanga Dance".
De Adar Nebur faltan los temas "Juana con Arturo" y "Los padres tienen la memoria corta", y de La yapla mata falta "El negro chino".
La fotografía de tapa, con Rada disfrazado de jeque árabe, es la misma utilizada para la portada de Adar Nebur.
En Uruguay se editó, el mismo año, el recopilatorio Tengo un candombe para Gardel, que también solo incluye canciones de los discos Adar Nebur y La yapla mata, y el mismo remix de "Mandaga Dance" como tema extra. Pero en este compilado, el álbum La yapla mata aparece de forma íntegra, y los temas que faltan de Adar Nebur son "Tengo que contar un sueño", "Los padres tienen la memoria corta" y "La tierra, los hombres".

## Lista de canciones
1. Mambo liberador (Rubén Rada) (6:02)
2. Que pasa con la adolescencia (Rubén Rada) (4:27)
3. Te parece (Rubén Rada) (6:04)
4. Madre salsa (Rubén Rada) (6:08)
5. La tierra, los hombres (Ricardo Nolé / Rubén Rada) (4:23)
6. Mandanga dance (Rubén Rada) (5:19)
7. Tengo que contar un sueño (Ricardo Nolé / Rubén Rada) (6:06)
8. Prestame un mango (Rubén Rada) (4:09)
9. Tengo un candombe para Gardel (Rubén Rada) (3:13)
10. El levante (Rubén Rada) (4:57)
11. La yapla mata (Ricardo Nolé / Rubén Rada) (5:11)
12. Las manzanas (Rubén Rada) (3:23)
13. Flecha verde (Ricardo Nolé / Rubén Rada) (4:41)
14. Mandanga dance RMX (Rubén Rada) (4:27)